# Ханс Селие
Ханс Хуго Бруно Селие (на унгарски: Selye János, Янош Шейе) е канадски ендокринолог от австро-унгарски произход и унгарски етнос.
Селие придобива известност с описанието на общия синдром на адаптацията за условие за живот. Без значение дали се отнася до интоксикация, микробна инфекция или силна емоция, организмът мобилизира защитните си сили, за да посрещне тези стресори. Първият момент от синдрома на адаптация е реакцията на тревога, която се проявява с понижено кръвно налягане, тахикардия и непрекъснато произвеждане на катехоламини, адренокортикотропен хормон (АКТХ) и кортикостероиди. След това настъпва периодът на съпротива, по време на който защитните реакции се увеличават и постигнатата адаптация се задържа. Ако стресът бъде прекратен, равновесието отново се нормализира; ако стресът продължи, организмът се изтощава. Стадият на изтощаване се характеризира с неспособността на субекта да поддържа защитата си. Тогава се извършват функционални, метаболични и анатомични промени, които могат да причинят смърт. Някои соматични заболявания са пряко свързани със стреса.
Сред „болестите на адаптацията“ се нареждат високо кръвно налягане, ревматизъм, язва на стомаха и дванадесетопръстника, Адисонова болест, болест на Симондс.

## Трудове
Сред трудовете на Селие са:
- „История на общия синдром на адаптация“ (1954);
- „От съновидението до откритието“ (1973);
- „Стрес без дистрес“ (1974).

## Книги
На български език:
- „Стрес без дистрес“, Изд. Наука и изкуство, 1982